# Діллон (округ, Південна Кароліна)
Шаблон:StateAbbr_ 34°23′ пн. ш. 79°23′ зх. д. / 34.39° пн. ш. 79.38° зх. д.
Округ Діллон (англ. Dillon County) — округ (графство) у штаті Південна Кароліна, США. Ідентифікатор округу 45033.

## Історія
Округ утворений 1910 року.

## Демографія
За даними перепису 
2000 року 
загальне населення округу становило 30722 осіб, зокрема міського населення було 10555, а сільського — 20167.
Серед мешканців округу чоловіків було 14329, а жінок — 16393. В окрузі було 11199 домогосподарств, 8065 родин, які мешкали в 12679 будинках.
Середній розмір родини становив 3,24.
Віковий розподіл населення поданий у таблиці:
| Стать    | До 15 років | 15-21 | 22-29 | 30-39 | 40-49 | 50-65 | 65-85 | Понад 85 |
| -------- | ----------- | ----- | ----- | ----- | ----- | ----- | ----- | -------- |
| Чоловіки | 3731        | 1627  | 1478  | 1978  | 2062  | 2195  | 1178  | 80       |
| Жінки    | 3637        | 1647  | 1643  | 2280  | 2420  | 2479  | 2014  | 273      |

## Суміжні округи
- Робсон, Північна Кароліна — північ
- Колумбус, Північна Кароліна — північ
- Горрі — схід
- Меріон — південь
- Флоренс — південний захід
- Марльборо — захід

## Виноски
1. ↑  U.S. Decennial Census. United States Census Bureau. Архів оригіналу за 26 квітня 2015. Процитовано 17 березня 2015.
2. ↑  Historical Census Browser. University of Virginia Library. Архів оригіналу за 11 серпня 2012. Процитовано 17 березня 2015.
3. ↑  Forstall, Richard L., ред. (27 березня 1995). Population of Counties by Decennial Census: 1900 to 1990. United States Census Bureau. Архів оригіналу за 2 лютого 2015. Процитовано 17 березня 2015.
4. ↑  Census 2000 PHC-T-4. Ranking Tables for Counties: 1990 and 2000 (PDF). United States Census Bureau. 2 квітня 2001. Архів оригіналу (PDF) за 18 грудня 2014. Процитовано 17 березня 2015.
5. ↑  State & County QuickFacts. United States Census Bureau. Архів оригіналу за 6 червня 2011. Процитовано 23 листопада 2013.(англ.) Наведено за англійською вікіпедією.
6. ↑  American FactFinder. Бюро перепису населення США. Архів оригіналу за 21 травня 2008. Процитовано 31 січня 2008.

| США | Це незавершена стаття з географії США. Ви можете допомогти проєкту, виправивши або дописавши її. |